# パレード・タカラヅカ
『パレード・タカラヅカ』は宝塚歌劇団によって制作された舞台作品。 

## 宝塚大劇場公演
参考資料は60年史別冊
- 1973年1月1日 - 1月30日
- 花組公演
- 小林一三生誕百年記念
- 12場
- 併演は『宝塚名曲選』

### スタッフ
- 作・演出：内海重典
- 作曲：寺田瀧雄・中元清純・河崎恒夫・吉崎憲治・中川昌
- 編曲：寺田瀧雄・中元清純・河崎恒夫・吉崎憲治・中川昌・佐々田芳彦
- 音楽指揮：溝口堯
- 振付：岡正躬・喜多弘・司このみ・山田卓・アキコ・カンダ
- 装置：石浜日出雄
- 衣装：静間潮太郎
- 照明：今井直次
- 小道具：万波一重
- 効果：川ノ上智洋
- 音響監督：松永浩志
- 演出助手：草野旦・三木章雄
- 制作：小辻糺

### 主な配役
- 天使ティティ：甲にしき
- 天使ニニ：松あきら
- 天使トト：瀬戸内美八
- 歌手：笹潤子、水はやみ
- 少女：有花みゆ紀
- 踊る男：室町あかね、立ともみ、美里景、江夏淳
- 踊る女：近衛杏

## 東京宝塚劇場公演
参考資料は90年史別冊
- 1973年3月3日 - 3月28日
- 花組公演
- 主なスタッフは内海重典
- 併演は『宝塚名曲選』